# ベニヒモノキ

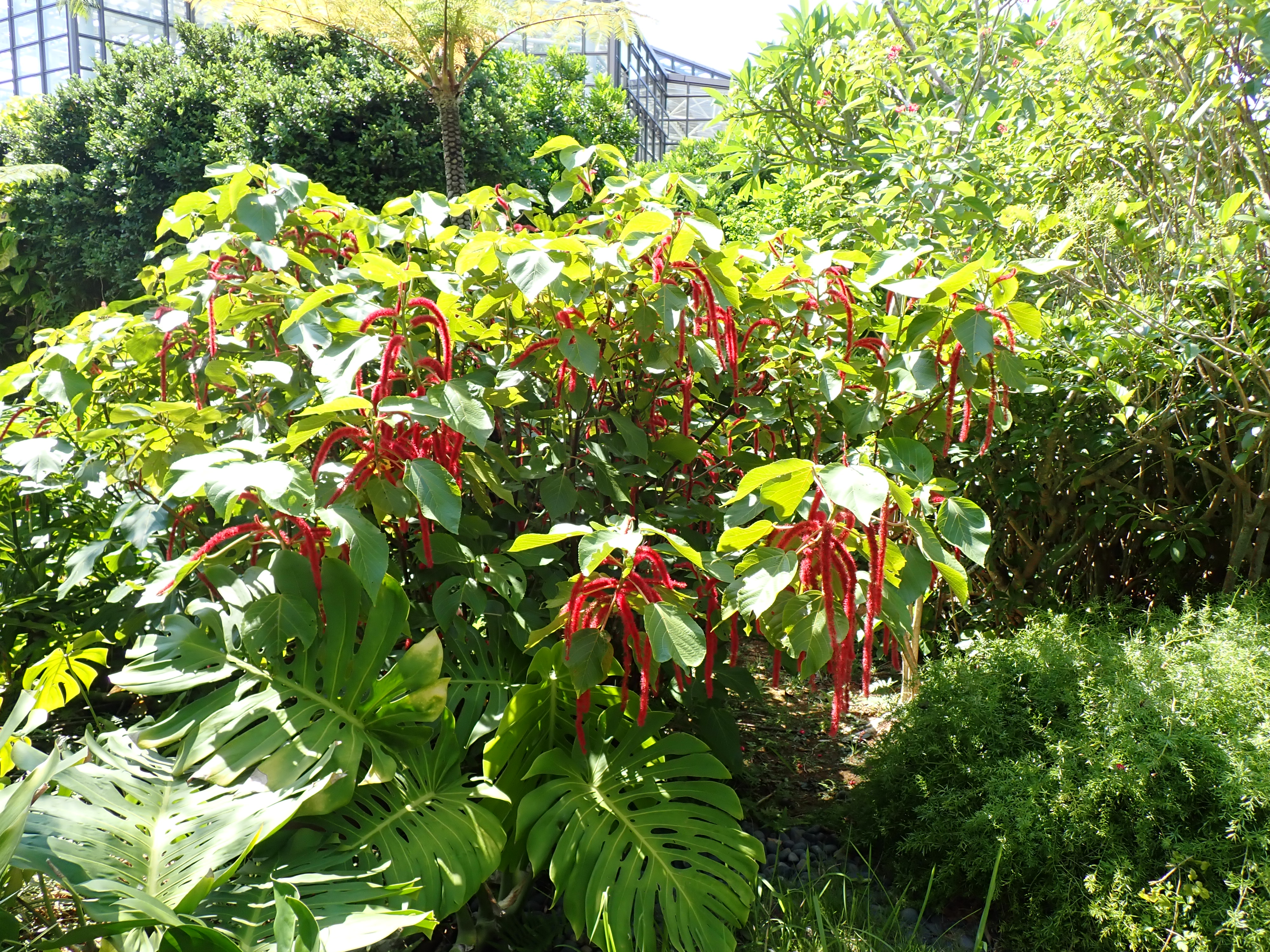
樹姿（2024年8月 沖縄県本部町 熱帯ドリームセンター）

ベニヒモノキ（別名　ナガボアミガサノキ、学名：Acalypha hispida）はトウダイグサ科エノキグサ属の常緑低木～中木。種小名hispidaは剛毛を意味し、垂れ下がるブラシ状の花序に由来する。英名のchenilleは毛虫、foxtailは狐の尾の意。和名も特徴的な花序の色と形にちなむ。

## 特徴
エノキグサ属の種は一般に葉を鑑賞対象とするが、本種は花を鑑賞する。高さ4 mほど。葉は広卵形で先は尖り、鋸歯縁で互生する。深紅色のひも状の穂状花序を20–50 cmほど伸ばす。花序の長さは成長の度合いにより異なる。周年開花する。園芸品種には葉が赤いドウバベニヒモノキや、花序が乳白色になるシロヒモノキがある。

## 分布
文献により原産地の表記が異なり、西インド諸島、インド～マレー半島～ニューギニアなど。POWOではパプアニューギニアのビスマルク諸島が自生地で、他産地は導入とされる。

## 生育環境、利用
公園樹、庭園樹、生垣用。枝が柔らかく耐風性は弱いため、植栽場所は注意する。挿し木で繁殖可能。